# Dominique Dropsy
Pour les articles homonymes, voir Dropsy.
Dominique Dropsy est un footballeur international français, né le 9 décembre 1951 à Leuze dans le département de l'Aisne et mort le 7 octobre 2015 à Blanquefort des suites d'une leucémie.
Il évolue au poste de gardien de but du début des années 1970 au début des années 1990.
Après des débuts à l'US Valenciennes Anzin, il rejoint le RC Strasbourg avec qui il est champion de France en 1979. Il signe en 1984 aux Girondins de Bordeaux et remporte avec ce club deux nouveaux titres de champion en 1985 et 1987 ainsi que deux coupes de France en 1986 et 1987. Après 596 rencontres disputées en Division 1, record seulement battu par deux autres gardiens de but Jean-Luc Ettori en 1994 puis Mickaël Landreau en 2013, il met fin à sa carrière en 1989 et intègre alors l'encadrement technique des Girondins de Bordeaux comme entraîneur des gardiens.
Il compte dix-sept sélections en équipe de France de 1978 à 1981 et dispute la Coupe du monde 1978.

## Biographie
Dominique Dropsy commence le football au sein du club du CSCV Hirson en 1961. Repéré lors d'une rencontre disputée avec les cadets de l'équipe de Picardie, il rejoint en 1970 l'US Valenciennes-Anzin. Il devient à 20 ans titulaire dans son club et fait ses débuts en Division 1 le 9 août 1972 face au Nîmes Olympique (1-1). La même année, il fait ses débuts en équipe de France espoirs.

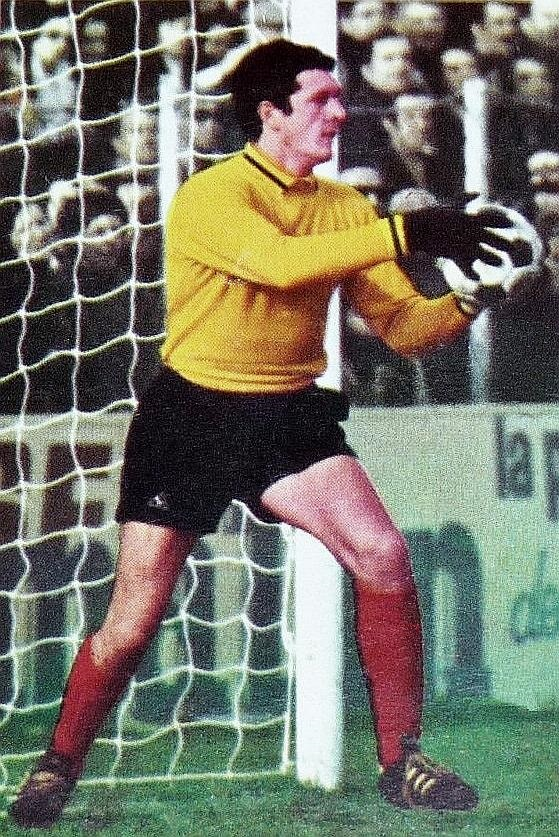
Dropsy en 1972.

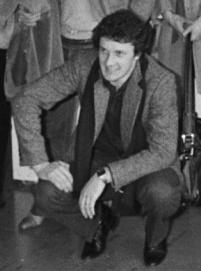
Dropsy en 1980.

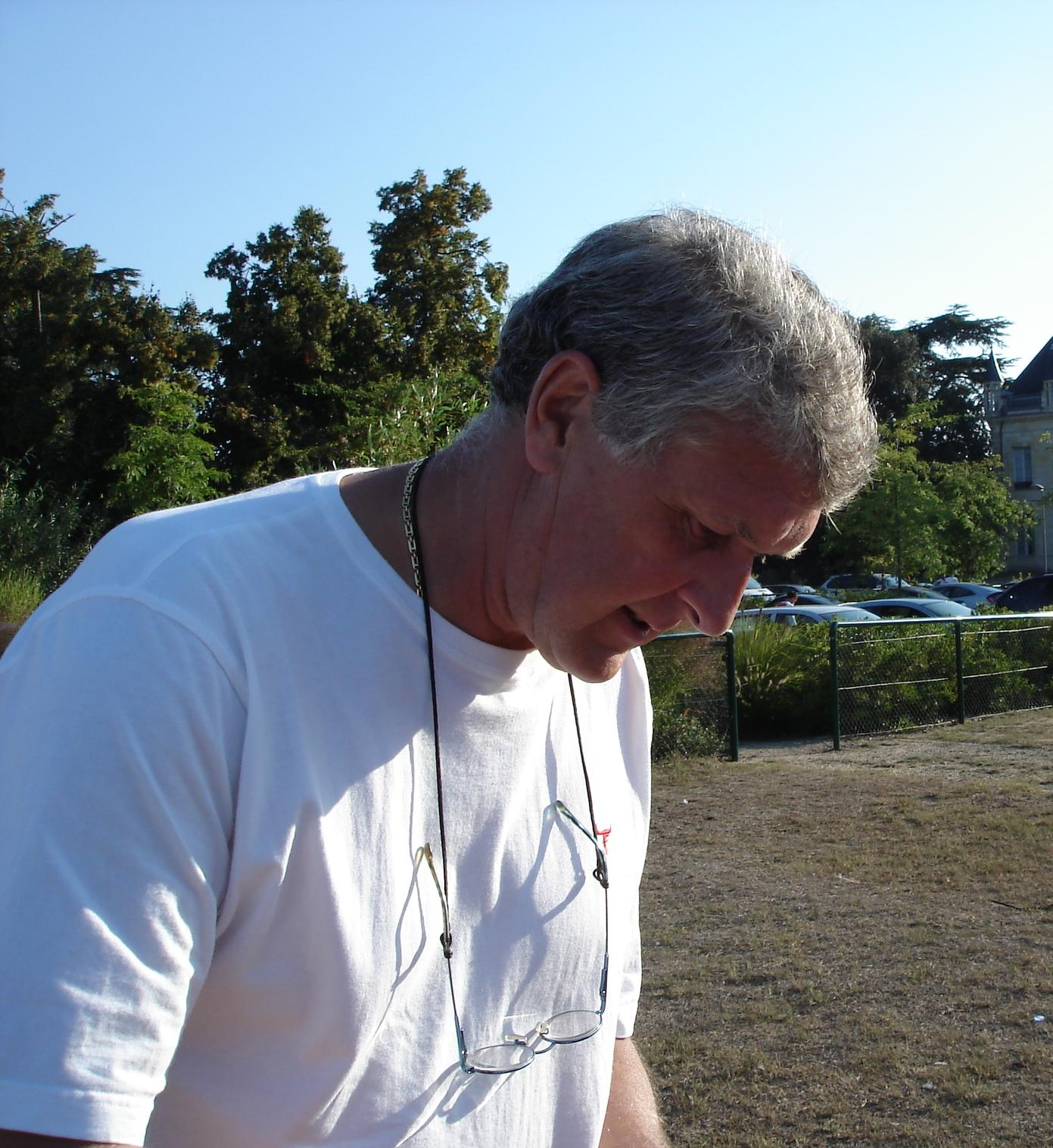
Dropsy en 2005.

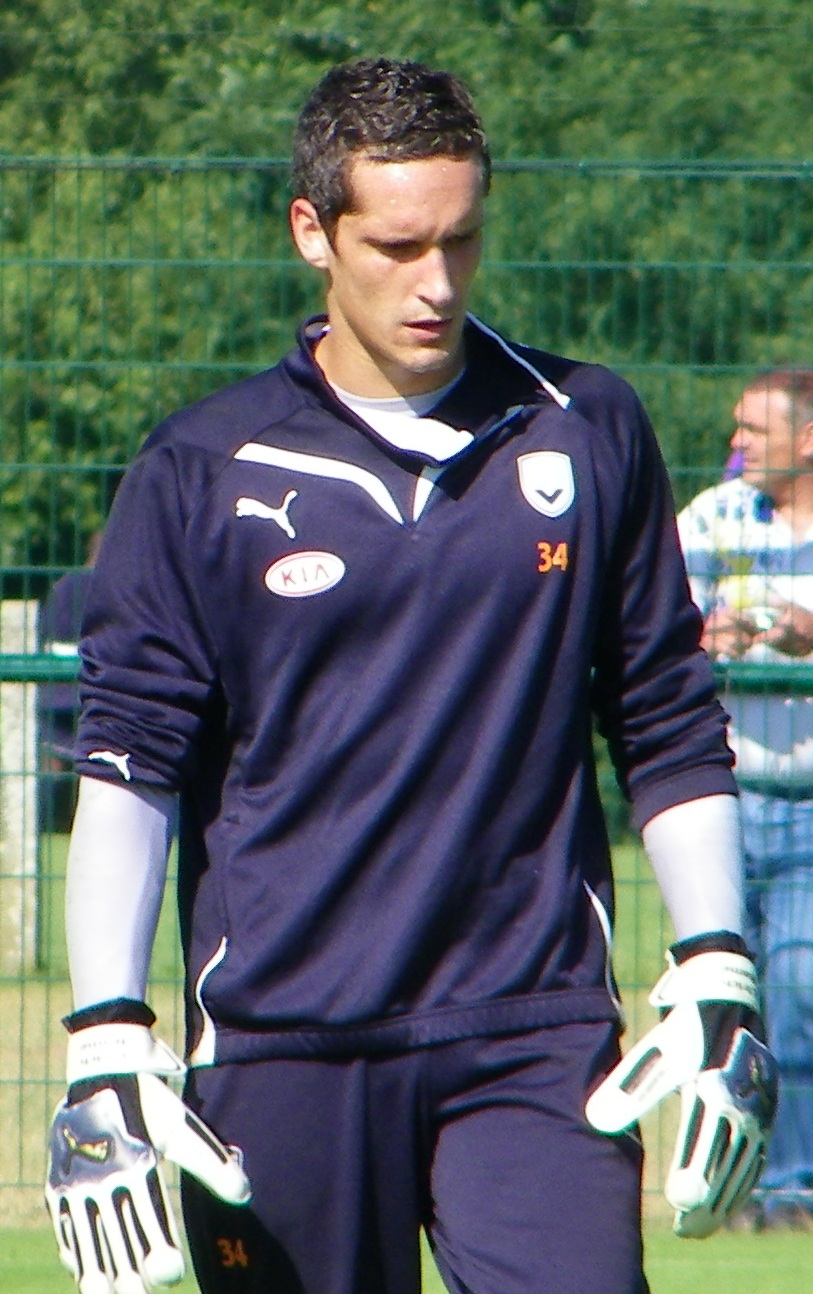
Son fils Damien.

Dominique Dropsy part pour le RC Strasbourg en 1973 et se distingue en terminant troisième du Championnat en 1977-78. À la faveur de la blessure du titulaire André Rey, il est appelé en équipe de France comme troisième gardien pour la Coupe du monde 1978. Il y connaît sa première sélection lors d'un match sans enjeu au premier tour contre la Hongrie (3-1), les deux équipes étant déjà éliminées.
Porté par ses excellentes performances en club, le Racing remportant le titre national cette saison-là, Dropsy prend l'ascendant dès l'automne 1978 sur ses rivaux en équipe de France, Baratelli, Bertrand-Demanes et Rey. Il dispute sept des huit rencontres des éliminatoires de l'Euro 80, où la France échoue face à la Tchécoslovaquie, et entame la campagne qualificative pour la Coupe du monde 1982 comme titulaire dans le but tricolore. Mais la forme de Dropsy pâtit des résultats de Strasbourg, rentré dans le rang et absent des places européennes. Le match d'éliminatoires du Mundial perdu en mars 1981 aux Pays-Bas est un tournant. Ce soir-là, Dropsy réalise une performance moyenne et encaisse un but curieux (le seul du match) que l'opinion lui reproche unanimement. Sur un coup franc de 30 mètres tiré en force par Arnold Mühren, le ballon frappe le haut du poteau droit, revient en jeu, heurte la nuque du gardien français alors en pleine détente et ricoche dans le but. La cause est entendue et la succession est ouverte à l'intersaison 1981 après deux dernières sélections contre la Belgique (3-2, élim. Coupe du monde) et le Brésil (1-3, amical).
La France manque à cette époque de gardiens de classe internationale. Ni Pierrick Hiard, talentueux mais inconstant, ni Dominique Baratelli, revenu en forme mais au gabarit un peu juste, ni Jean Castaneda, dont les carences sur les balles aériennes coûtent à la France une cruciale défaite (2-3) en Irlande en éliminatoires de Coupe du monde, ne convainquent dans la cage des Bleus durant la saison 1981-82. Dropsy demeure le plus complet des candidats sur le plan technique mais, prisonnier des mauvaises performances de son club, il ne figure même pas dans la sélection pour la Coupe du monde et manque l'aventure qui conduit les Bleus (avec Jean-Luc Ettori dans le but) à une demi-finale perdue aux tirs au but contre la RFA.
Avec la montée en puissance de Joël Bats après le Mundial, le sort de Dropsy en équipe de France est scellé. Il en va autrement en club où Dropsy quitte Strasbourg pour Bordeaux, fraîchement sacré champion de France, à l'été 1984. La réussite est immédiate et Dropsy réalise une très belle fin de carrière avec les Girondins, remportant deux nouveaux titres de champion, deux Coupes de France, et participant à deux demi-finales européennes. C'est sous les couleurs bordelaises qu'il dispute son 596e et dernier match de Division 1 le 21 avril 1989, un record de longévité qui ne sera battu qu'en 1994 par Jean-Luc Ettori (602 matches).
En 2022, le magazine So Foot le classe dans le top 1000 des meilleurs joueurs du championnat de France, à la 42e place.
Après sa retraite sportive, Dropsy encadre les stages de football pour jeunes de Cap Girondins en compagnie d'autres ex-Bordelais tels que Gernot Rohr ou Marius Trésor. En 1990, il prend en main l'entraînement des gardiens professionnels des Girondins, poste qu'il occupe jusqu'en 2011, ainsi que de ceux du centre de formation qu'il encadrera jusqu'en 1998.
Déjà victime d'une rupture d'anévrisme en 2005, des examens médicaux révèlent en mars 2011 qu'il est atteint d'une leucémie. Il meurt le 7 octobre 2015 à côté de Bordeaux des suites de sa maladie.
Son fils, Damien Dropsy, a été également gardien de but aux Girondins de Bordeaux.

## Statistiques
- 17 sélections en équipe de France de football de 1978 à 1981, dont 1 match de phase finale de Coupe du monde 1978.
- 596 matches en Division 1, record du nombre de rencontres disputées battu en 1994 par un autre gardien de buts, Jean-Luc Ettori, avec 602 matches, lui-même battu le 4 décembre 2013 par Michael Landreau, également gardien de buts, avec 618 rencontres de première division à son actif.
- Premier match en Division 1 le 9 août 1972, Nîmes - Valenciennes  (1-1)

## Palmarès

### En club
- Champion de France en 1979 avec le RC Strasbourg et en 1985 et en 1987 avec les Girondins de Bordeaux
- Vainqueur de la  Coupe de France en 1986 et en 1987 avec les Girondins de Bordeaux
- Champion de France de Division 2 en 1972 avec l'US Valenciennes Anzin et en 1977 avec le RC Strasbourg

## Famille
Son fils Damien Dropsy est un footballeur français né le 17 mai 1983 à Strasbourg, évoluant au poste de gardien de but. Après avoir évolué dans différents clubs amateurs proches de Bordeaux dont celui de Cenon en DHR, il signe aux Girondins son premier contrat professionnel de 6 mois lors du mercato d'hiver 2006-2007. L'entraîneur Ricardo souhaitait en effet disposer de quatre gardiens de but dans son effectif. En juin 2007, n'ayant pas convaincu le staff, il n'est pas conservé et quitte le club pour celui de Villenave-d'Ornon en DH. Il revient aux Girondins de Bordeaux en début de saison 2009-2010 afin de pallier le manque de gardiens en réserve en raison des blessures de Abdoulaye Keita et Andrietti et des départs de Mathieu Valverde et Gilles Meslien.